# ベアーズ・キス
『ベアーズ・キス』（原題：Bear's Kiss）は、2002年の映画。シベリアに伝わる民話をもとにしたファンタジー。
ヴェネツィア国際映画祭やトロント国際映画祭で上映。

## ストーリー
サーカス団のブランコ乗りをしている14歳のローラは、巡業で立ち寄ったロシアで一匹の小熊を買い取り、「ミーシャ」と名付けた。ローラはミーシャと仲良くなり、どんな時も一緒に過ごした。ある日、ローラがミーシャの檻へ行ってみると、檻の中には見知らぬ青年がいた。

## キャスト
- ローラ：レベッカ・リリエベリ
- グロッポ：ヨアヒム・クロール
- ミーシャ：セルゲイ・ボドロフ・Jr
- ルー：キース・アレン
- マルコ：マウリツィオ・ドナドーニ
- カルメン：アリアドナ・ヒル
- アルベルト：シルヴィオ・オルランド